# Michel Miklík
Michel Miklík (ur. 31 lipca 1982 w Pieszczanach) – słowacki hokeista, reprezentant Słowacji, olimpijczyk.

## Kariera
- MHk 32 Liptovský Mikuláš (2001-2007)
  -  HC 05 Banská Bystrica (2003)
  -  MsHK Žilina (2006)
- HC Koszyce (2007-2009)
- HC Dukla Trenczyn (2009-2010)
- HC Koszyce (2010-2012)
  -  HC 46 Bardejov (2010, 2011)
- Slovan Bratysława (2012-2014)
- Amur Chabarowsk (2014-2015)
- Slovan Bratysława (2015-2016)
- HC Koszyce (2016)
- JYP (2016-2017)
- HC Bratysława (2017)
- JYP (2017-2018)
- HC Koszyce (2018)
- Dragons de Rouen (2018-2019)
- Slovan Bratysława (2019)
- HC Topoľčany (2019-2020)
- Bratislava Capitals (2020-)

Karierę rozpoczynał w klubie ŠHK 37 Piešťany. Od połowy 2012 zawodnik Slovana Bratysława (kontrakt ważny do 30 kwietnia 2014 roku). Od maja 2014 zawodnik klubu Amur Chabarowsk, związany dwuletnim kontraktem. Zwolniony z klubu na początku sezonu KHL (2015/2016). Wówczas został ponownie zawodnikiem Slovana i był nim od września 2015 do września 2016. Od października 2016 ponownie zawodnik HC Koszyce. Od końca grudnia 2016 zawodnik fińskiego JYP. Sezon 2017/2017 rozpoczął w barwach HC Bratysława w 2. lidze słowackiej, po czym pod koniec października ponownie został graczem JYP. Odszedł z JYP w styczniu 2018. Sezon dokończył w HC Koszyce. W sierpniu 2018 został zawodnikiem francuskiego zespołu Dragons de Rouen. Od lipca do października 2019 ponownie był graczem Slovana. W połowie grudnia 2019 został zaangażowany przez HC Topoľčany. W sierpniu 2020 dołączył do drużyny Bratislava Capitals.
Uczestniczył w turniejach mistrzostw świata w 2012, 2013, 2014, 2015, 2017 oraz zimowych igrzysk olimpijskich 2014.
29 marca 2013 roku urodził mu się syn Michel.

## Sukcesy
Reprezentacyjne
- Srebrny medal mistrzostw świata: 2012

Klubowe
- Złoty medal mistrzostw Słowacji: 2006 z MsHK Żylina, 2009, 2011 z HC Koszyce
- Srebrny medal mistrzostw Słowacji: 2008, 2012 z HC Koszyce
- Brązowy medal mistrzostw Finlandii: 2017 z JYP

Indywidualne
- Ekstraliga słowacka 2010/2011:
  - Pierwsze miejsce w klasyfikacji strzelców w sezonie zasadniczym: 29 goli
  - Pierwsze miejsce w klasyfikacji strzelców w całym sezonie: 39 goli
- Mistrzostwa Świata w Hokeju na Lodzie 2014/Elita:
  - Siódme miejsce w klasyfikacji kanadyjskiej turnieju: 11 punktów
  - Jeden z trzech najlepszych zawodników reprezentacji na turnieju[17]
- Liiga (2016/2017):
  - Drugie miejsce w klasyfikacji strzelców w fazie play-off: 6 goli[18]
  - Ósme miejsce w klasyfikacji kanadyjskiej w fazie play-off: 9 punktów[19]
  - Zdobywca zwycięskiego gola w meczu o brązowy medal[20]
- Mistrzostwa Świata w Hokeju na Lodzie 2017/Elita:
  - Jeden z trzech najlepszych zawodników reprezentacji w turnieju[21]